# 田中洸希
田中洸希（日语：／ Tanaka Kōki；2003年2月27日—）是日本一名演员、歌手、饶舌者、舞者和节奏口技表演者，出身于东京都。他是星尘传播制作3部隶属艺人，从属于大型男子偶像团体惠比寿学园男子部，同时也是9人男子唱跳组合SUPER★DRAGON成员。

## 人物简介
田中洸希是在池袋被星探发掘并随后于2015年9月成为星尘传播旗下男子偶像团体惠比寿学园男子部的研究生。同年11月，通过超特急的唱片发行活动而首次登上舞台。
2015年9月27日，成为9人唱跳组合SUPER★DRAGON成员。

## 演出作品
以下进列举田中洸希个人演出作品，团体演出作品请参见SUPER★DRAGON

### 电影
- 《食梦者》（东宝 / 2015年公映）——饰演：真城最高（少年）[4]

- 《在那天空的另一边～夏天的云～（あの空の向こうに〜夏雲〜）》（2019年公映）——饰演：佐伯岳[5][6]

### 电视剧
- 《FAKE MOTION》（2020年4月9日 - 5月28日，日本電視台）——飾演：井上紋太
- 《埼玉的公關》（2023年7月26日 - 9月20日，TBS）——飾演：行田マモル
- 《單人房的天使》（2023年10月20日 - 11月24日，MBS）——飾演：A君
- 《甜蜜餵食生活》（2024年8月4日 - 9月29日，朝日放送）——飾演：桜庭唯純
- 《人事的人見》第1話（2025年4月8日，富士電視台）——飾演：瀬沼優

### 网络剧
- 《FAKE MOTION―湯けむり温泉卓球事件簿―》（2020年5月28日～）——飾演：井上紋太